# Lista över kappseglingar och regattor
Detta är en lista över kappseglingar och regattor.

## 0-9
- 5-Oceans

## A
- Alnön Runt
- America's Cup
  - America's Cup 1992
  - America's Cup 1995
  - America's Cup 2000
  - America's Cup 2003
  - America's Cup 2007
- Archipelago Raid
- Around Alone

## B
- Bornholm Runt

## C
- Citizen Cup
  - Citizen Cup 1995
- Copa del Rey i Palma de Mallorca

## E
- EM i segling
  - EM i J/24
  - EM i Optimistjolle
  - EM i aero

## F
- Faerder Race
- Fastnet Race
- Finska mästerskapet i havskappsegling
- Finn Gold Cup

## G
- Gotland Runt
- Global Challenge
- Göteborg Offshore Race
- Göteborgsregattan

## H
- Hangöregattan

## K
- Kieler Woche

## L
- Lidingö Runt
- Lilla Tjörn Runt
- Louis Vuitton Cup
  - Louis Vuitton Cup 1992
  - Louis Vuitton Cup 1995
  - Louis Vuitton Cup 2000
  - Louis Vuitton Cup 2003
  - Louis Vuitton Cup 2007
- Lysekil Women's Match
- Läckö Race

## M
- Majbrasan
- Marstrandsregattan
- Mini Transat 6.50
- Moët Cup

## N
- NM i segling
  - NM i Albin Express
  - NM i Drake
  - NM i Europajolle
  - NM i Finnjolle
- Nokia Oops Cup

## O
- Olympiska sommarspelen - Segling
  - Olympiska sommarspelen 2000 - Segling
  - Olympiska sommarspelen 2004 - Segling
  - Olympiska sommarspelen 2008 - Segling

## R
- The Race
- The Race Tour
- RM i segling
  - RM i 420
  - RM i 5-0-5
  - RM i 5mR
  - RM i 6mR
  - RM i C 55
  - RM i Carrera Helmsman
  - RM i J/24
  - RM i Laser Radial Master
  - RM i Laser Radial
  - RM i M25
  - RM i Maxi Racer
  - RM i Melges 24
  - RM i Mirror
  - RM i Nordisk Familjebåt
  - RM i SK30
- Round Vänern Race
- Route du Rhum
- Runt Lidingö

## S
- San Francisco Cup
- Saltsjöbadsregattan
- Sandhamnsregattan
- Själland Runt
- Skagerack Cup
- SM i segling
  - OS-SM i segling
    - SM i 470
    - SM i 49er
    - SM i Europajolle
    - SM i Finnjolle
    - SM i Laser
    - SM i Starbåt
    - SM i Tornado
    - SM i Yngling

  - SM i 11Metre
  - SM i 2.4mR
  - SM i 606
  - SM i A22
  - SM i aero
  - SM i Albin Express
  - SM i Drake
  - SM i Formula Windsurfing
  - SM i Freestylewindsurfing
  - SM i H-båt
  - SM i IF-båt
  - SM i IMS
  - SM i J/80
  - SM i Laser Master
  - SM i M22
  - SM i M30
  - SM i Marblehead
  - SM i Maxi Racer
  - SM i Neptunkryssare
  - SM i Nordisk Folkbåt
  - SM i OK-jolle
  - SM i Safir
  - SM i Smaragd
  - SM i Snipe
  - SM i Trissjolle
- Swedish Match Cup
- Sydney - Hobart Race

## T
- Tjörn Runt
- Tjörn Runt Cup
- Transat 6.50 Race
- The Transat

## V
- Ven Runt
- Vendée Globe
- VM i segling
  - VM i aero
  - VM i J/80
  - VM i 2.4mR
  - VM i Melges 24
- Volvo Baltic Race
- Volvo Ocean Race
  - Volvo Ocean Race 2001-2002

## Ö
- Östersjömaran